# Lilium sargentiae

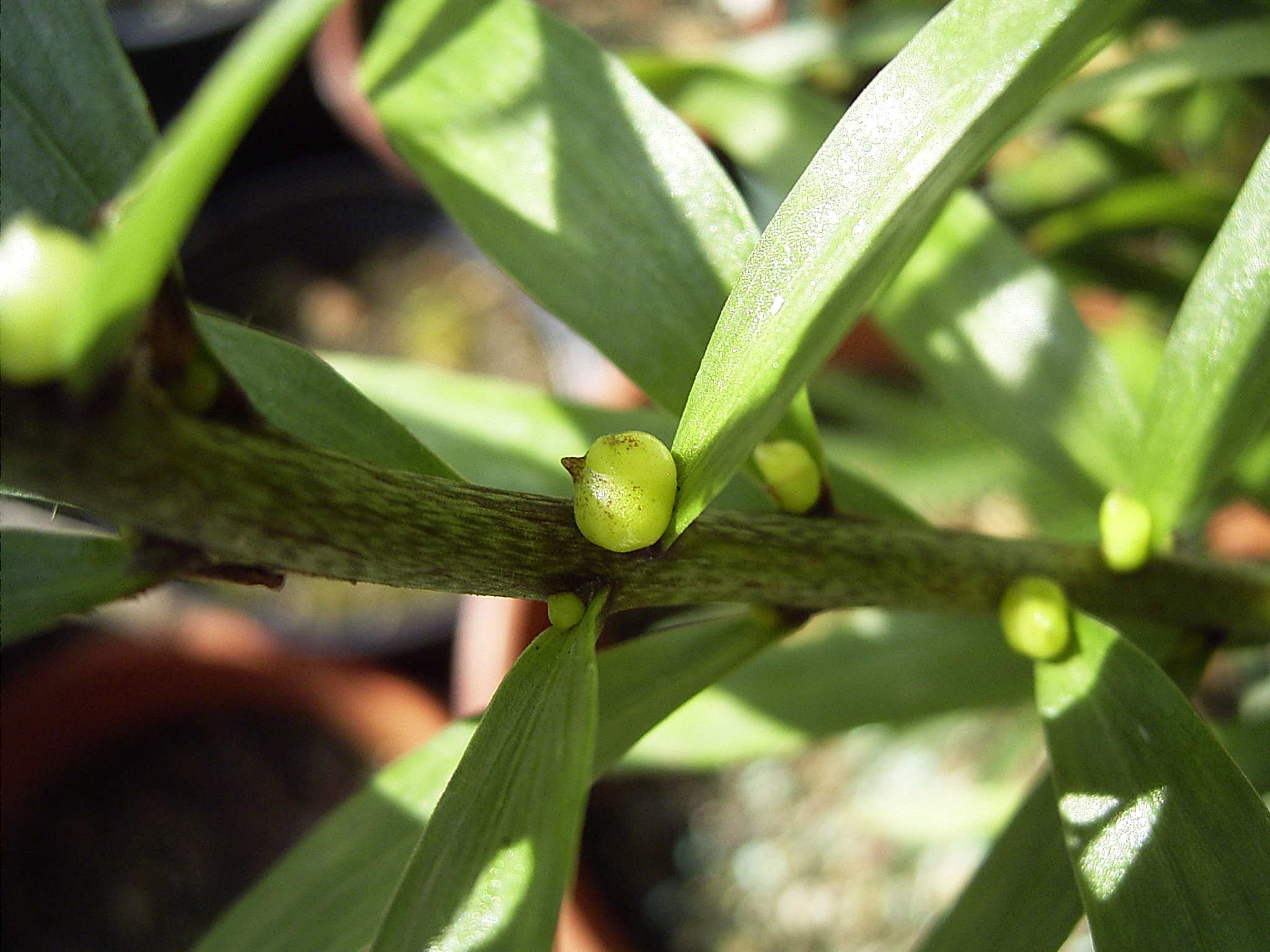
Lilium sargentiae.

Lilium sargentiae (em chinês: 泸定 lu 百合|bai ding ele) é uma espécie de planta com flor, pertencente à família Liliaceae.
A planta é nativa da República popular da China, província de Sichuan. O Lilium floresce em altitudes entre 500-2000 metros.

## Outros nomes
A planta também é conhecida pelos nomes:
- Lilium leucanthum var. sargentiae (E.H.Wilson) Stapf, Gard. Chron., III, 70: 101 (1921) .
- Lilium formosum Franch., J. Bot. (Morot) 6: 313 (1892), nom. illeg.
- Lilium omeiense Z.Y.Zhu, Bull. Bot. Res., Harbin 13: 54 (1993).